# Janet Klein-Filbrich
Janet Klein-Filbrich (* 1. November 1977 in Großbreitenbach als Janet Klein) ist eine ehemalige deutsche Biathletin.

## Werdegang
Janet Klein-Filbrich wechselte gemeinsam mit ihrer Mitbürgerin Andrea Henkel im Jahr 1991 ans Oberhofer Sportgymnasium. Sie gewann 1997 bei den Juniorenweltmeisterschaften in Forni Avoltri mit Andrea Henkel und Martina Glagow die Silbermedaille mit der deutschen Staffel. 2000 trat Klein-Filbrich erstmals bei Europameisterschaften an und gewann mit der deutschen Staffel, der auch Kati Wilhelm, Simone Denkinger und Peggy Wagenführ angehörten, die Bronzemedaille. 2002 konnte sie zusammen mit Simone Denkinger, Ina Menzel und Sabrina Buchholz in Kontiolahti Staffelgold gewinnen. Im Jahr darauf in Forni Avoltri kam sie in keinem Wettbewerb in die Medaillenränge. Einmal wurde sie bei den Biathlon-Weltmeisterschaften 1998 eingesetzt. Mit der Mannschaft kam sie jedoch nur auf den elften Platz.
Klein-Filbrich debütierte 1998 in Pokljuka im Biathlon-Weltcup und wurde 26. im Einzel. In ihrem zweiten Rennen wurde sie beim selben Weltcup Zehnte im Sprint. Es wurde ihr bestes Weltcupergebnis überhaupt in einem Einzelrennen. Drei Jahre später gewann sie an selber Stelle mit der Staffel einen Weltcup.

## Biathlon-Weltcup-Platzierungen
Die Tabelle zeigt alle Platzierungen (je nach Austragungsjahr einschließlich Olympische Spiele und Weltmeisterschaften).
- 1.–3. Platz: Anzahl der Podiumsplatzierungen
- Top 10: Anzahl der Platzierungen unter den ersten zehn (einschließlich Podium)
- Punkteränge: Anzahl der Platzierungen innerhalb der Punkteränge (einschließlich Podium und Top 10)
- Starts: Anzahl gelaufener Rennen in der jeweiligen Disziplin

| Platzierung         | Einzel | Sprint | Verfolgung | Massenstart | Staffel | Gesamt |
| ------------------- | ------ | ------ | ---------- | ----------- | ------- | ------ |
| 1. Platz            |        |        |            |             | 1       | 1      |
| 2. Platz            |        |        |            |             |         |        |
| 3. Platz            |        |        |            |             |         |        |
| Top 10              |        | 1      |            |             | 1       | 2      |
| Punkteränge         |        | 3      |            |             | 1       | 4      |
| Starts              | 8      | 8      | 4          |             | 1       | 21     |
| Stand: Karriereende |        |        |            |             |         |        |

## Privates
Janet Klein-Filbrich ist mit dem Langläufer Jens Filbrich verheiratet, sie haben einen 2009 geborenen, gemeinsamen Sohn.